# Campeonato Mundial de Ciclismo BMX de 2024
El XXIX Campeonato Mundial de Ciclismo BMX se celebró en Rock Hill (Estados Unidos) entre el 12 y el 18 de marzo de 2024 bajo la organización de la Unión Ciclista Internacional (UCI) y la Federación Estadounidense de Ciclismo.
Las competiciones se realizaron en la Pista de BMX Supercross de Novant Health de la localidad estadounidense.

## Resultados

### Masculino
| Evento          | Oro                         | Plata                                | Bronce                       |
| --------------- | --------------------------- | ------------------------------------ | ---------------------------- |
| Carrera (18.05) | Joris Daudet Francia 32,735 | Niek Kimmann · Países Bajos · 33,300 | Sylvain André Francia 33,864 |

### Femenino
| Evento          | Oro                                    | Plata                          | Bronce                              |
| --------------- | -------------------------------------- | ------------------------------ | ----------------------------------- |
| Carrera (18.05) | Alise Willoughby Estados Unidos 32,513 | Zoé Claessens · Suiza · 32,866 | Daleny Vaughn Estados Unidos 33,522 |

## Medallero
| Núm. | País           | Oro | Plata | Bronce | Total |
| ---- | -------------- | --- | ----- | ------ | ----- |
| 1    | Estados Unidos | 1   | 0     | 1      | 1     |
| 1    | Francia        | 1   | 0     | 1      | 0     |
| 3    | Países Bajos   | 0   | 1     | 0      | 1     |
| 3    | Suiza          | 0   | 1     | 0      | 1     |
|      | TOTAL          | 2   | 2     | 2      | 6     |